# Amédée IV (comte de Savoie)
Pour les articles homonymes, voir Amédée IV et Amédée de Savoie.
Amédée IV de Savoie, né à Montmélian en 1197 et mort le 24 juin 1253 dans la même ville, est un comte de Savoie et de Maurienne, duc de Chablais et d'Aoste et seigneur de Piémont dans la première moitié du XIIIe siècle.

## Biographie

### Enfance
Amédée, (Amé, Amadeus), naît au château de Montmélian (Savoie propre), au cours de l'année 1197 (selon Guichenon),. Il est le fils aîné de Thomas Ier, comte de Savoie, d'Aoste et de Maurienne, et Marguerite (ou Béatrice) de Genève (Guichenon la nomme Marguerite de Faucigny),,. Il a neuf frères et sœurs, selon les historiens,,. Le site sabaudia.org en indique cinq de plus.
Ses frères Aymon, Thomas, Guillaume, Boniface, Pierre et Philippe, sont destinés à l'état ecclésiastique.
Il apprend à devenir comte, en étant présent comme témoin auprès de son père, lors de la signature d'actes importants. Il est, ainsi, mentionné lors de la signature du contrat de mariage entre sa sœur, Marguerite, et Hartmann, fils du comte de Kybourg, le 1er juin 1218, d'une donation, par sa grand-mère à la chartreuse de Vallon, en mars 1219, de la signature du traité de paix de 1224, entre le comte de Savoie et l'évêque de Sion, aux côtés de sa mère et trois de ses frères ou encore comme l'un des quinze arbitres lors de la transaction de Thonex (mai 1225), opposant le comte de Genève au baron de Faucigny.
Il épouse Anne (dite aussi Marguerite) de Bourgogne, ou encore Anne Dauphine († 1242), fille d'Hugues III, duc de Bourgogne et de Béatrix, Dauphine de Viennois,. Guichenon donne l'année 1222. Le Regeste dauphinois (1913) publie, quant à lui, un acte daté du 2 décembre 1221, dans lequel Anne (elle est nommée "Jeanne de Viennois" et sœur du dauphin André de Bourgogne) est dite épouse d'Amédée. Le site de généalogie Foundation for Medieval Genealogy (Medlands) indique également avant 1221. Ils n'auront pas d'héritier mâle.

### Comte de Savoie
Amédée succède à son père, à la tête des États de Savoie. Il poursuit la politique d'accroissement territoriale engagée par ses prédécesseurs. Le médiéviste Bernard Demotz le décrit comme « moins guerrier que son père, […] brillant diplomate et aussi un organisateur ». Il semble le premier comte à avoir adopté la qualification de comte de Savoie.

#### Une politique familiale
Lorsque le comte Thomas Ier meurt, Amédée, en tant qu'aîné de la fratrie, hérite du pouvoir comtal. Le comte Thomas, qui a eu de nombreux fils, a préparé sa succession. Organisant la gestion et la répartition du domaine comtal ainsi que de ses possessions, il a mis en place une « politique d'inféodation d'apanages, avec hommage de chaque cadet à l'aîné [… et ainsi] éviter la pulvérisation de l'héritage et de pénibles conflits de succession, tout en donnant satisfaction aux régions particularistes et en constituant de véritables marches ».
Le comte Amédée et ses frères se réunissent à Chillon (Chablais), en juillet 1234, afin d'effectuer la succession,. Les négociations restent « difficiles avec ses plus remuants cadets ». Certains de ses frères quittent l'état ecclésiastique obtenant un apanage : Aymon obtient le Chablais ; Thomas, le Piémont et Pierre, le Bugey. Les trois autres frères restent dans les ordres. Toutefois, Boniface reçoit des places fortes en Savoie propre et Philippe en Viennois, proche de Lyon, et en Novalaise,. Seul Guillaume, alors évêque de Valence, semble rester en dehors de ce partage, jouant plutôt le rôle d'arbitre. Le comte Amédée doit aussi constituer des dots pour ses sœurs. Marguerite obtient, notamment, Saint-Maurice en Chablais et le château de Monthey.
Ses frères joueront tous un rôle dans l'extension territoriale des États de Savoie, tant dans les liens avec le royaume de France, avec l'Empire ou dans le rapprochement avec la Papauté. Pierre s'implantera autour du Léman et sur le Rhône supérieur, héritant d'une partie des droits d'Aymon. Les ecclésiastiques, Guillaume et Boniface, lui permettent de se lier avec Henri III Plantagenêt, qui épouse, en 1236, Éléonore de Provence, leur nièce. 
Afin d'appuyer l'influence savoyarde en Provence, où sa sœur, Béatrice de Savoie, a épousé le comte Raimond-Bérenger IV de Provence, il se marie en secondes noces, avec Cécile des Baux, fille de Barral Ier des Baux, vicomte de Marseille, et de Sibylle d'Anduze,. Le contrat est signé le 18 décembre 1244, à Orange. MedLands donne un contrat — la promesse de mariage — signé le 22 novembre 1244 et un mariage par procuration le 18 décembre 1244. Son fils, Boniface, serait né le même mois, le 1er décembre 1244, selon la tradition,. Le comte établira son testament en faveur de son fils, qu'il fait son successeur, le 19 septembre 1252. Ce testament sera complété un an plus tard.

#### Administration du comté
Bien que les comtes de Savoie circulent beaucoup sur l'ensemble du comté et de leurs possessions, Amédée fait le choix de Montmélian, comme résidence principale. Cette ville revêt une certaine importance pour ce comte, il y est né et il y réside de 1233 jusqu'à sa mort, en 1253. Il lui accorde, d'ailleurs, à la suite de son avènement, sa charte de franchises, le 12 juillet 1233,. Parallèlement, le rôle de Chambéry, dont les franchises ont été accordées à partir de 1232 et le château, acquis, en 1255, par son frère, Thomas de Piémont, se renforce de plus en plus, notamment avec la création d'un important atelier monétaire (voir ci-après).
L'archiviste et historien Pierre Duparc démontre le développement du droit romain dans les domaines savoyards, originellement soumis au droit coutumier. Il observe que cette diffusion, en provenance d'Italie, débute à la fin du XIIe siècle et passe par le recours à des notaires, qui prennent une place majeure dans la rédaction des différents actes. Les testaments de 1235 et 1238 renvoient à cet usage du droit romain en instituant un héritier et la notion de révocabilité. De même, les chartes des franchises font également appel à cette technique juridique. La charte de Montmélian (1233) autorise les bourgeois à tester.

Afin de rendre plus efficace l'administration de ses États, le comte a ,ainsi, recours à des juristes et professionnalise le métier de juge. Il met, également, en place un juge pour le comté de Savoie, cité dès 1250. Ces juges, itinérants, sont indépendants des châtelains,.
Les châtelains, institutionnalisés sous le règne de Thomas Ier, sont des « [officiers seigneuriaux], nommé[s] pour une durée définie, révocable et amovible »,. Ils sont chargés de la gestion de la châtellenie, de la défense du château et du territoire, de l'entretien et ils perçoivent les revenus fiscaux du domaine. Ils sont une trentaine, en ce début de XIIIe siècle. Vers 1247-1252, sont mis progressivement en place, sur le modèle anglais, ce que l'on nommera les bailliages, c'est-à-dire une circonscription tant administrative que militaire qui regroupe un certain nombre de châtellenies, dirigés par un bailli, placé sous l'autorité comtale,. C'est surtout son frère, Pierre II, qui les officialisera,. Les châtelains des forteresses stratégiques de Montmélian et de Chillon sont investis de pouvoirs spécifiques.
Le comte Amédée se préoccupe également des cités et du commerce. Il fait fonder Villefranche en Piémont, en 1235. En plus de Montmélian (1233), il accorde des franchises à Sembrancher (1239), en Valais ; à Étroubles (1246), en Val d'Aoste, et à Villeneuve-de-Chillon (1252), en Pays de Vaud.
Le 25 avril 1236, il donne à la chartreuse d'Aillon l'autorisation d'acquérir des biens situés dans la plaine de Montmélian qui serviront notamment à cultiver la vigne, qui se développe à cette période. En août 1251, il confirme l'ensemble des donations faites par ses prédécesseurs en faveur du monastère.
En 1238, le comte rejoint l'armée impériale dans sa lutte contre la ligue lombarde, (voir ci-après). Il rédige son premier testament à l'Hôpital d'Aiguebelle, le 14 août 1238, où il institue pour héritier, son frère Thomas, et, à défaut d'héritier mâle de celui-ci, ses frères Philippe puis Pierre. En 1240, n'ayant toujours pas d'héritier mâle, il informe Rostaing de La Rochette, châtelain de Suse, Ubert Mareschal, châtelain de Montmélian et Guy d'Ameysin, châtelain de Chillon en Chablais qu'il fait le choix de son frère cadet, Thomas, pour lui succéder.

Les États de Savoie ou comté de Savoie vers 1250.

#### Politique monétaire
En 1235, le comte ouvre une « politique des deniers forts (1,28 g) ». Il crée des ateliers monétaires à Chambéry (Savoie Propre), Bourg-en-Bresse et Pont-d'Ain (Bresse), à partir de 1238, ainsi qu'à Saint-Genix-sur-Guiers (Petit Bugey) et Donnas (Val d'Aoste). À Chambéry, ville acquise par son père en 1232, l'atelier monétaire est installé, hors de la première enceinte, entre 1238 et 1241. Il fait ainsi figurer en légende, sur ces nouvelles pièces, son nom « Amedeus conms », associé à « Sabaudia » (Savoie), remplaçant la légende qui comprenait jusque-là « Secusia » (Suse, Val de Suse).

#### Politique gibeline et expansion territoriale
Amédée hérite d'une principauté qui « n'était pas encore un État homogène » (Galland, 1998). De fait, ces États de Savoie sont partagés entre le comte et ses frères, mais, paradoxalement, « Ce partage n'entraîna pas de véritable scission, car les frères restèrent en relations étroites ». D'ailleurs, les membres de sa vaste parenté jouent un rôle positif ; sa sœur, Béatrice, comtesse de Provence, et ses frères, Guillaume, évêque de Valence, et Boniface, archevêque de Cantorbéry, favorisent les intérêts savoyards. Son autre frère Pierre poursuit l'expansion des domaines vers le nord dans le triangle Seyssel-Berne, Philippe fait de même en Viennois et en Bresse, tout en créant un parti savoyard à Lyon pendant que Thomas œuvre dans le Piémont. Amédée IV peut enfin compter sur ses quatre nièces de Provence devenues reines, surtout Éléonore, en Angleterre. Le domaine savoyard s'étend vers le Viennois, la Bresse et le Lyonnais, mais aussi vers le Piémont, la Ligurie et la Suisse romande. Cette politique marque « la triple orientation des États de la maison de Savoie tournés vers la France, vers l'Italie et vers l'Empire. »
Son frère, Pierre, à l'origine de l'expansion en Bugey, en Chablais et en Pays de Vaud, soutient, en 1237, son beau-père, Aymon II de Faucigny, contre le comte de Genève, Guillaume II. Amédée était présent lors de la transaction de Thonex de mai 1225, où s'opposait déjà les deux parties. Au cours de cette année 1237, alors qu'une trêve a été signée, Pierre est capturé par Rodolphe, fils aîné du comte de Genève. Amédée arbitre la situation le 13 mai 1237 et proclame une sentence en condamnant la maison de Genève à une forte amende de 20 000 marcs d'argent. Le comte de Genève, ne pouvant payer, se voit obligé, lors d'une seconde sentence en 1250, de mettre en gage sa seigneurie d'Arlod, dans le Bugey, qui était convoitée par la maison de Savoie pour son rôle de contrôle sur le Rhône.

En 1244, Amédée doit intervenir à nouveau. Pierre, ayant obtenu des droits sur le château de Romont, en 1240, et fondé la ville neuve de Romont, en 1244, se trouve en conflit avec l'évêque de Lausanne,. Ces droits sont confirmés le 29 mai 1244 et le comte Amédée obtient l'autorité sur Romont, à la suite du traité d'Évian,,.
Tout comme son père, il poursuit une « politique pro-impériale et gibeline », alors même que ses frères, Boniface et Philippe, ont les faveurs du pape Innocent IV. Il sait toutefois se montrer opportuniste, et être un « [gibelin] accommodant » (Demotz). Il laisse ainsi passer le pape Innocent IV par son comté, pour rejoindre la ville de Lyon. Philippe jouera un rôle majeur dans le rapprochement entre la Papauté et la Savoie.
En échange de son soutien dans la lutte contre la ligue lombarde et la papauté, le comte Amédée obtient certains avantages de l'empereur Frédéric II, qui lui donne, en 1238, les titres de duc de Chablais et d’Aoste. La fille aînée d'Amédée, Béatrice, veuve du marquis Manfred III de Saluces, se remarie avec le fils naturel de l'empereur, Manfred Lancia (1232-1266),. Le contrat est signé le 21 avril 1247.

L'empereur octroie des avantages au comte de Savoie car il souhaite marcher sur Lyon, en 1247, et en ménageant son allié, il se garantit le passage de ses armées par les Alpes,. Le projet est abandonné, puisque Frédéric II doit intervenir en Italie. Le comte de Savoie empêche, cependant, au Pape de recevoir de l'aide, en fermant les fameux cols alpins qu'il contrôle. Amédée IV prend le commandement suprême de l'armée impériale, en juin 1247. Le comte obtient, notamment en faveur de son frère Thomas, seigneur de Piémont, de nombreux fiefs en Piémont, parmi lesquels Turin, Ivrée et le Canavais, ainsi que Rivoli, en aval du val de Suse,,. Il échoue, toutefois, à s'emparer de Turin. Lorsqu'à la fin de l'année 1248, le mont Granier s'écroule, certains ont pu y voir une punition du comte qui s'était allié à l'empereur contre le pape.
Au lendemain de la mort de Frédéric II (1250), le frère d'Amédée, Thomas II recouvre son autorité sur le Piémont et n'est plus frappé d'excommunication, en juin 1251. Il épouse, l'année suivante, Béatrice Fieschi, une nièce du souverain pontife. Le pape met un peu plus de temps à pardonner au comte Amédée sa position pro-impériale. Il faut attendre l'année 1252 pour que le comte reçoive l'absolution pontificale.

### Fin de règne et succession
Amédée IV affirme le titre de « Comte de Savoie » et institue définitivement l'abbaye d'Hautecombe comme nécropole pour sa lignée. Il meurt en le 24 juin 1253, au château de Montmélian, selon Guichenon, puis repris par ses successeurs (Flour de Saint-Genis, Germain).
Au cours de son règne, le comte Amédée réalise plusieurs testaments (1235, 1238, 1252 et 1253), afin d'éviter les problèmes observés à la mort de son père. Ces divers testaments doivent permettre ainsi une meilleure succession. Dans son testament de 1252, il fait le choix de faire enterrer son corps dans l'abbaye du Betton, dans la vallée du Gelon. Le dernier testament de 1253 désigne l'abbaye d'Hautecombe, « In primis eligimus sepulturam nostram in cimiterio Altecumbe ».
Deux amendements viennent modifier le testament de juin 1253,. Son fils, Boniface, bien que troisième dans l'ordre de succession, après ses deux sœurs, est fait héritier universel. Par ailleurs, il établit « des clauses de substitution en faveur de ses frères ». Apparaissent, dans les différentes clauses, Thomas et ses fils éventuels, Pierre et ses fils éventuels, Aymon qui n'est pas cité en 1235 et a disparu lors des suivants. Quant à Guillaume qui effectue une carrière ecclésiastique, il n'est pas pris en compte.
Dans le testament de 1252, son fils, Boniface, devient le premier dans l'ordre de succession, devant Thomas II, son oncle. Bien que ses filles ne puissent hériter du titre, son testament leur lègue tout de même une part de l'héritage. Thomas II devient le tuteur de Boniface et défend ses intérêts, notamment au moment du partage de l'héritage contre ses oncles Pierre et Philippe. Thomas permet ainsi le maintien de l'unité du comté. Le testament comporte, également, une donation de mille sous pour le repos de son âme aux chartreuses d'Aillon et d'Arvières, et à l'abbaye d'Hautecombe. La mort du jeune comte en 1263 posera un problème de succession, avec, notamment, le cas de sa jeune sœur, Béatrice la jeune, qui s'est mariée après la mort de leur père.

## Famille et descendance
Amédée de Savoie épouse en premières noces Anne (appelée aussi Marguerite) de Bourgogne († 1242),, avant décembre 1221 (Régeste dauphinois) ou en 1222 (Guichenon). Ils ont :
- Béatrice/Béatrix († 1259), mariée en 1233 à Manfred III, marquis de Saluces (1210-1244), puis en 1247 à Manfred (1232-1266), roi de Sicile (1258-1266) ;
- Marguerite (ca.1224/28 † apr. janvier 1264), mariée en 1235 à Boniface II († 1253) marquis de Montferrat. Certains généalogistes indiquent qu'une dispense papale, datée du 26 janvier 1255, aurait été accordée pour un mariage avec Aymar III de Poitiers († 1277), comte de Valentinois (Europäische Stammtafeln, III 740, reprise sur le site FMG). L'information est, toutefois, absente des travaux de Jules Chevalier.

Veuf, il se remarie, en 1244, avec Cécile des Baux, dite « Passerose » en raison de sa beauté († 1275),. Ils ont trois, voire peut-être quatre enfants, d'après Guichenon : 
- Boniface (1244 † 1263), succède à son père en 1253 alors qu'il n'a que neuf ans, sa mère obtenant la régence ; mort sans alliance ni postérité, ses oncles paternels, fils puînés de Thomas Ier : Pierre II en 1263-1268, puis Philippe Ier en 1268-1285, recueillent la succession de Savoie ;
- Béatrice († 1292), mariée à Pierre de Bourgogne, dit « le Bouvier » (mort en 1273), seigneur de Châtel-Belin, fils du comte Jean Ier de Chalon, puis en 1274 à Manuel de Castille (en) (1234-1283) (fils du roi Ferdinand III), Infant de Castille et de Leon, 1er seigneur de Villena[69],[70] ;
- Constance, morte sans avoir été mariée[69] ;
- Éléonore (Léonore), mariée en 1269 à Guichard, seigneur de Beaujeu[69].

Le site MedLands avance une autre épouse qui s'intercalerait entre Anne de Bourgogne et Cécile des Baux. Il s'agirait d'une Marguerite de Viennois, fille supposée d'André Dauphin de Bourgogne.